# Patrick Sercu
Patrick Sercu (født 27. juni 1944 i Roeselare, død 19. april 2019) var en belgisk cykelrytter, der både var aktiv på landevejen og på cykelbanen.
Sercu blev nummer to i det belgiske mesterskab i sprint i 1961 og vandt mesterskabet året efter. Han blev belgisk mester i parløb, sprint og omnium i 1963, og samme år vandt han VM i sprint. Han genvandt de tre nationale mesterskaber i 1964
Sercu deltog i OL 1964 i Tokyo. Her stillede han op i sprint og vandt i de to første runder, inden han i kvartfinalen blev besejret 0-2 af italieneren Giovanni Pettenella, der endte med at vinde guld i disciplinen. Bedre gik det i 1.000 meter på tid, hvor han vandt guld i tiden 1.09,59 minutter, mens Pettenella vandt sølv med 1.10,09 og franske Pierre Trentin bronze i 1.10,42.
Han er den cykelrytter, som har flest sejre i seksdagesløb. Blandt disse er fem sejre i Københavns seksdagesløb, hvor sejren i 1977 i Forum København sammen med Ole Ritter var den første, og sejren i 1983 med Gert Frank blev hans sidste sejr nogensinde. Sercu vandt i alt 88 seksdagesløb, 15 med makker Eddy Merckx og 14 med Peter Post.
På landevejen vandt han blandt andet seks etaper i Tour de France og 11 etaper i Giro d'Italia. Ligeledes vandt han den grønne trøje i Tour de France 1974.